# Lomographa basinotata
Lomographa basinotata là một loài bướm đêm trong họ Geometridae.